# Гатти, Гвидо Маджорино
Гвидо Маджорино Гатти (итал. Guido Maggiorino Gatti; 30 мая 1892, Кьети — 10 мая 1973, Гроттаферрата) — итальянский музыкальный критик и музыковед
. Муж арфистки Клелии Альдрованди.
В 1920 году основал в Турине музыкальный журнал «Il pianoforte», в 1928 гг. преобразованный в «Rassegna musicale» и выходивший до 1962 года. В 1972 году стоял у истоков журнала «Музыкальные исследования» (итал. Studi musicali), учреждённого Национальной академией Санта-Чечилия. Автор книг о Жорже Бизе (1915) и Ильдебрандо Пиццетти (1934). С 1914 по 1972  годах переписывался с композитором Джан Франческо Малипьеро, переписка опубликована. Под редакцией Гатти вышла шеститомная итальянская музыкальная энциклопедия (1966—1971).
В 1925—1931 годах директор Туринской оперы. В 1933 году директор первого фестиваля «Флорентийский музыкальный май».